# Finlayson, Minnesota
Finlayson là một thành phố thuộc quận Pine, tiểu bang Minnesota, Hoa Kỳ. Năm 2010, dân số của thành phố này là 315 người.

## Dân số
- Dân số năm 2000: 314 người.
- Dân số năm 2010: 315 người.